# Societat per una altra política
Societat per una altra política (en letó: Sabiedrība citai politikai SCP) va ser un partit polític socioliberal de Letònia fundat el 6 de setembre de 2008. Els seus líders van ser els exministres Atis Pabriks i Aigars Štokenbergs.
Va formar part de la coalició, amb la Unitat, Partit de la Nova Era i Unió Cívica, per a les eleccions legislatives de l'any 2010 on el partit va aconseguir 6 escons dels 33 del grup. El 6 d'agost de 2011, la coalició electoral es va convertir en un sol partit polític, format pels integrants d'aquesta coalició. Unitat va participar en les eleccions extraordinàries de 2011 on va obtenir 20 escons, i va quedar en tercera posició.